# 口戸磨崖仏
口戸磨崖仏（くちどまがいぶつ）は、大分県大分市西南部の木ノ上地区にある磨崖仏である。七瀬川に沿った丘陵地の中腹に位置する。「口戸磨崖仏 附 磨崖五輪双塔」として、大分県の史跡に指定されている。

## 概説
凝灰岩を刳り抜いた石窟内に3体の像を浮き彫りにした、大分県内では珍しい石窟形式の磨崖仏である。石窟は、3つの龕（がん）からなり、それぞれの龕に1体ずつの像が刻まれている。石窟全体の大きさは、間口約9m、高さ約1.8m、奥行約1.4mである。
中央の龕の左奧に、「小倉山」の文字が高さ1.7m、幅40cm、深さ約12cmほどの薬研彫りで刻まれており、「小倉山」は宇佐神宮を指すことから、宇佐神宮の神霊を勧請したものと考えられている。
中央の龕には女神像、向って右の龕には僧形の半跏像、向って左の切妻屋根を戴いた龕には一面四臂の女神立像が彫られている。像は損傷がひどく判別は困難であるが、宇佐神宮との関わりから、仏像を模した神像であるといわれ、八幡三神（中央が比売神、右が応神天皇、左が神功皇后）とする説もある。鎌倉時代末期から室町時代の作と推定されている。